# Aglia ferenigra
Aglia ferenigra är en fjärilsart som beskrevs av Standfuss 1910. Aglia ferenigra ingår i släktet Aglia och familjen påfågelsspinnare. Inga underarter finns listade i Catalogue of Life.